# 柴村直弥
柴村 直弥（しばむら なおや、1982年9月11日 - ）は、広島県広島市出身のサッカー選手。ポジションはディフェンダー。

## 来歴
広島皆実高校時代(2年先輩に朝日大輔、1年先輩に瀬戸彬仁・秦賢二、同級生に堀健人ら)は、2年時に全国高校総体で同校初優勝に貢献。千葉県立八千代高等学校との決勝戦では試合を延長戦に持ち込む同点ゴールを決めている。試合は延長戦の末決着が着かず、3−3の引き分けで総体サッカー競技史上初めての両校優勝となり、日本一に輝く。森崎和幸・浩司兄弟・駒野友一らと広島県選抜のメンバーとして1999年熊本国体で全国3位。翌年2000年とやま国体では全国5位。同年全国高等学校サッカー選手権大会に出場するも、2回戦で東北高等学校に敗れる。
中央大学時代は2年時に2年先輩の中村憲剛らと共に関東大学2部リーグ優勝に貢献。リベロのポジションでリーグ最少失点となる堅守を構築し、攻撃でも最終戦の中村のFKを頭で押し込んだ先制点を含む3得点をあげ同リーグベストイレブンを受賞。
大学卒業後、アルビレックス新潟シンガポールに入団し、初年度から両サイドバックで主力として活躍し、2007年アビスパ福岡へ移籍。ピエール・リトバルスキー監督のもと同チームでJリーグデビューを飾る。同じポジションには監督がシドニーFCから連れて来た元オーストラリア代表のチェッコリがいたが、チェッコリ不在時に出場したときには安定したプレーを見せる。その後2008年の徳島ヴォルティスではチーム史上初めて移籍1年目で主将に抜擢され、センターバック、左サイドバックを務める。
2009年ガイナーレ鳥取に移籍。ヴィタヤ・ラオハクル監督の元、開幕2戦目でアシスト、3戦目ではゴールを決めるなど、序盤戦首位を独走するチームに大きく貢献する活躍を見せるが、シーズン中盤にケガのため戦線離脱。それ以降チームも調子を落とし、最終的に5位でシーズンを終え昇格可能な4位以内確保にはならなかった。
2010年シーズン、ヴィタヤ・ラオハクル監督の交通事故により突然監督が交代。出場機会を失う。そして2010年7月、藤枝MYFCへの期限付き移籍が発表される。同クラブでは移籍以降すべての公式戦に先発出場するも同年シーズン終了後に藤枝MYFCを退団。保有権を持つガイナーレ鳥取も退団し、自身のブログでかねてからの夢である欧州に挑戦することを明らかにする。
2011年3月7日、練習参加していたラトビアリーグのFKヴェンツピルスと契約した事を発表した。
2011年ラトビアカップでは決勝戦に出場しチームの優勝に貢献。チームメイトの佐藤穣と共に日本人初のラトビアカップ優勝の快挙を成し遂げる。バルト三国の頂点を決める、三か国の上位チームで行うバルティックリーグでは準々決勝以降チーム内でただ一人5試合すべての試合にフル出場し、準々決勝のエストニアのFCフローラ・タリン戦、準決勝のリトアニアのFCシャウリャイ戦では4試合すべてを完封勝利。スコント・リガとの決勝戦では延長前半に先制されるも、延長後半にCKから3人のDFに競り勝ち、ヘディングで同点ゴールを決める。その後のPK戦でもきっちりゴールを決めるも、9人目までもつれるバルティックリーグ史に残る死闘の末敗退。チームの準優勝に大きく貢献した。
UEFAヨーロッパリーグ2011-2012では2回戦でベラルーシのFCシャフティオール・ソリゴルスクを倒し、3回戦セルビアのレッドスター・ベオグラードに敗戦。ホーム&アウェー4試合すべてにフル出場する。
2011年、コパ・アメリカ2011に海外組のみで出場する案が出たときに日本代表候補になった（最終的に日本は参加を辞退）。
2011年11月、FKヴェンツピルスで日本人初のラトビア・ヴィルスリーガ優勝。ラトビアカップに続き2冠を達成。シーズンを通して主力選手として活躍し、2冠に大きく貢献する。。
2012年2月、ウズベキスタン国内リーグ、カップ共に最多優勝回数を誇り、ACLでは開幕以来すべての大会に出場しているウズベキスタントップリーグの名門クラブFCパフタコール・タシュケントに移籍。同国初の日本人選手となる。キャンプからレギュラーポジションを獲得し、チーム内で唯一2,3月の練習試合やトルコでの大会など全試合にフル出場していたが開幕直前の最後の練習試合で負傷。ACL初戦アル・イテハド戦に強行出場しフル出場するも怪我が悪化、復帰できないまま前半戦を終了する。 同年7月、2004年にはウズベキスタン最優秀監督賞も受賞した名将タチュムラド・アガムラドフ監督からの熱烈オファーにより同リーグのFKブハラへ移籍。FKブハラ加入後は契約の条項の上出場できない古巣パフタコール戦を除くすべての公式戦に出場しホームでは6勝2分と無敗。前半戦で13位と降格圏内にいたチームを見事に救い、最終順位は7位にまで上昇した。また、パフタコールは柴村が在籍した2012シーズン、リーグ最多の9回目のリーグ優勝を果たした。
2013シーズン、ウズベキスタン1部リーグ、PFLにおいてFKブハラ内全選手の中で唯一全試合にスタメン出場、ウズベキスタンカップも含め同シーズンのすべての公式戦にスタメン出場する。そのうち2試合を除いてすべてにフル出場。前年度リーグ優勝クラブである古巣パフタコールとの対戦もフル出場し、1-0で勝利。チームの最終順位も昨シーズンを上回る6位となり、チームの躍進に貢献する。尚、同シーズンの出場時間数もチームでNo.1である。
2014年7月、ポーランド・Iリガのストミール・オルシュティンへ移籍。
2015年12月、Jリーグ合同トライアウトに無所属扱いで出場。
2016年1月、ヴァンフォーレ甲府へ移籍、5年ぶりの日本復帰となった。しかし、契約満了により1年で退団。
2017年、選手兼コーチ兼エグゼクティブマネージャーとして東京都社会人サッカーリーグ1部のCriacao Shinjukuに加入。
2018年、南葛SCへの移籍が発表された。
2020年2月10日、東京都社会人サッカーリーグ2部のTOKYO CITY F.C.に加入。

## 人物・エピソード
- アビスパ福岡在籍時には、博多の森球技場での選手紹介の際に「苦労人から仕事人へ〜」と紹介されたり、ガイナーレ鳥取では「努力とは何か? その答えはガイナーレの左サイドにある。」とホーム戦での選手紹介で紹介されたりと、たゆまぬ努力で夢を掴んできた苦労人のイメージが強い。
- 脹脛が異常に太く、福岡では、同じく脹脛の太いチームメイトの布部陽功、金古聖司らとともに「ふくら会」を結成していたことを2008年オフに放送されたスカパーのレポーター座談会でレポーターの高木聖佳がエピソードとして話す。
- ガイナーレ鳥取在籍時には、FM鳥取で自身がメインパーソナリティを務める番組「GAINARE TOTTORI WEEKLY INFORMATION」をスタートさせ、毎週金曜日18時から放送される。藤枝MYFCへ移籍後はチームメイトで同じ年齢の美尾敦へと引き継ぐ。
- 2010年にはフットサルブランドSPAZIOとコラボして自身がデザインを手掛けたオリジナルチャリティーTシャツを制作しアフリカにワクチンを送るなど、社会貢献活動にも積極的である。
- 2010年12月25日、熊谷スポーツ文化公園陸上競技場で行われた天皇杯準々決勝、アビスパ福岡対FC東京戦に福岡の応援に訪れ、ハーフタイムにはゴール裏のアビスパサポーターの元に現れ、拡声器を使って感謝のメッセージを伝える。
- アビスパ福岡から徳島ヴォルティス移籍時にはブログに100件以上の応援コメントが寄せられるなど、常に謙虚な姿勢と一人一人に丁寧な対応をすることからチームを去ってからも応援し続けるファンも多い[18]。
- ウズベキスタンでも大変な人気を誇るため、FKブハラの試合では日本人の観客はVIP待遇を受けることもある。パフタコールサポーターからも試合時には柴村コールで迎えられ、FCブニョドコルのサポーターからも対戦時には柴村コールをされるなど、ウズベキスタンでの日本人選手の代名詞になっている。
- 2012年末に行われたJPFAチャリティーマッチでは長谷部誠、内田篤人、長友佑都らと共に海外組でJAPANスターズの一員としてプレーした。
- 2014年広島平和記念国際ユース大会で、大会初となる代表チームの招致に尽力。自身がプレーしたポーランド、ウズベキスタンのU-17代表チームを招致し、平和への架け橋を作った。[19]
- 2015年8月、Yahoo個人史上初めて現役選手でYahoo個人のページを持ち、コラムを執筆するなど、現役選手ながら類稀な文章力を持つ。[20]
- 2014年クリミア危機を実際に影響を受けたウクライナ人選手の声から伝えた記事は反響を呼んだ。[21]
- 2019年、ウズベキスタン日本スポーツ・教育・医療交流協会　会長就任。
- 東日本大震災被災地の子供たちの自立支援プロジェクトSOKを支援し、ポーランドへ招待。[22]
- オーガニックコットンを使用したアパレルブランドviri-dari desertaのアンバサダーを務める。[23]
- 愛用スパイクはumbro。
- 愛用飲料はVAAM。

## 所属クラブ
- フジタSS
- 広島市立鈴が峰小学校
- 広島市立井口台中学校
- 広島県立広島皆実高等学校
- 中央大学
- 2005年 - 2006年 アルビレックス新潟シンガポール
- 2007年 アビスパ福岡
- 2008年 徳島ヴォルティス
- 2009年 - 2010年 ガイナーレ鳥取
  - 2010年7月 - 同年12月 藤枝MYFC (期限付き移籍)
- 2011年 FKヴェンツピルス
- 2012年 - 同年7月 FCパフタコール・タシュケント
- 2012年7月 - 2014年7月 FKブハラ
- 2014年7月 - 2016年1月 ストミール・オルシュティン
- 2016年 ヴァンフォーレ甲府
- 2017年 Criacao
- 2018年 - 2019年 南葛SC
- 2020年 - TOKYO CITY F.C./SHIBUYA CITY FC

## 個人成績
| 国内大会個人成績 | 国内大会個人成績 | 国内大会個人成績 | 国内大会個人成績 | 国内大会個人成績 | 国内大会個人成績 | 国内大会個人成績 | 国内大会個人成績 | 国内大会個人成績 | 国内大会個人成績 | 国内大会個人成績 | 国内大会個人成績 |
| 年度             | クラブ           | 背番号           | リーグ           | リーグ戦         | リーグ戦         | リーグ杯         | リーグ杯         | オープン杯       | オープン杯       | 期間通算         | 期間通算         |
| 年度             | クラブ           | 背番号           | リーグ           | 出場             | 得点             | 出場             | 得点             | 出場             | 得点             | 出場             | 得点             |
| シンガポール     | シンガポール     | シンガポール     | シンガポール     | リーグ戦         | リーグ戦         | リーグ杯         | リーグ杯         | シンガポール杯   | シンガポール杯   | 期間通算         | 期間通算         |
| ---------------- | ---------------- | ---------------- | ---------------- | ---------------- | ---------------- | ---------------- | ---------------- | ---------------- | ---------------- | ---------------- | ---------------- |
| 2005             | 新潟S            | 5                | Sリーグ          | 20               | 0                | 3                | 0                | -                | -                | 23               | 0                |
| 2006             | 新潟S            | 5                | Sリーグ          | 6                | 0                | 0                | 0                | -                | -                | 6                | 0                |
| 日本             | 日本             | 日本             | 日本             | リーグ戦         | リーグ戦         | リーグ杯         | リーグ杯         | 天皇杯           | 天皇杯           | 期間通算         | 期間通算         |
| 2007             | 福岡             | 32               | J2               | 6                | 0                | -                | -                | 0                | 0                | 6                | 0                |
| 2008             | 徳島             | 4                | J2               | 18               | 0                | -                | -                | 0                | 0                | 18               | 0                |
| 2009             | 鳥取             | 4                | JFL              | 13               | 1                | -                | -                | 0                | 0                | 13               | 1                |
| 2010             | 鳥取             | 4                | JFL              | 0                | 0                | -                | -                | -                | -                | 0                | 0                |
| 2010             | 藤枝             | 13               | 東海1部          | 4                | 1                | -                | -                | -                | -                | 4                | 1                |
| ラトビア         | ラトビア         | ラトビア         | ラトビア         | リーグ戦         | リーグ戦         | リーグ杯         | リーグ杯         | ラトビア杯       | ラトビア杯       | 期間通算         | 期間通算         |
| 2011             | ヴェンツピルス   | 18               | ヴィルスリーガ   | 16               | 1                | 5                | 1                | 2                | 0                | 23               | 2                |
| ウズベキスタン   | ウズベキスタン   | ウズベキスタン   | ウズベキスタン   | リーグ戦         | リーグ戦         | リーグ杯         | リーグ杯         | オープン杯       | オープン杯       | 期間通算         | 期間通算         |
| 2012             | パフタコール     | 33               | PFL              | 1                | 0                |                  |                  | 0                | 0                | 1                | 0                |
| 2012             | ブハラ           | 2                | PFL              | 12               | 0                |                  |                  | 3                | 0                | 15               | 0                |
| 2013             | ブハラ           | 2                | PFL              | 26               | 0                |                  |                  | 1                | 0                | 27               | 0                |
| ポーランド       | ポーランド       | ポーランド       | ポーランド       | リーグ戦         | リーグ戦         | リーグ杯         | リーグ杯         | オープン杯       | オープン杯       | 期間通算         | 期間通算         |
| 2014-15          | オルシュティン   | 6                | Iリガ            |                  |                  |                  |                  |                  |                  |                  |                  |
| 2015-16          | オルシュティン   | 6                | Iリガ            |                  |                  |                  |                  |                  |                  |                  |                  |
| 日本             | 日本             | 日本             | 日本             | リーグ戦         | リーグ戦         | リーグ杯         | リーグ杯         | 天皇杯           | 天皇杯           | 期間通算         | 期間通算         |
| 2016             | 甲府             | 24               | J1               | 0                | 0                | 1                | 0                | 0                | 0                | 1                | 0                |
| 2017             | Criacao          | 44               | 東京都1部        |                  |                  | -                | -                | -                | -                |                  |                  |
| 2018             | 南葛             | 14               | 東京都1部        |                  |                  | -                | -                | -                | -                |                  |                  |
| 通算             | シンガポール     | シンガポール     | Sリーグ          | 26               | 0                | 3                | 0                | -                | -                | 29               | 0                |
| 通算             | 日本             | 日本             | J1               | 0                | 0                | 1                | 0                | 0                | 0                | 1                | 0                |
| 通算             | 日本             | 日本             | J2               | 24               | 0                | -                | -                | 0                | 0                | 24               | 0                |
| 通算             | 日本             | 日本             | JFL              | 13               | 1                | -                | -                | 0                | 0                | 13               | 1                |
| 通算             | 日本             | 日本             | 東海1部          | 4                | 1                | -                | -                | 0                | 0                | 4                | 1                |
| 通算             | 日本             | 日本             | 東京都1部        |                  |                  | -                | -                |                  |                  |                  |                  |
| 通算             | ラトビア         | ラトビア         | ヴィルスリーガ   | 16               | 1                | 5                | 1                | 2                | 0                | 23               | 2                |
| 通算             | ウズベキスタン   | ウズベキスタン   | PFL              | 39               | 0                |                  |                  | 4                | 0                | 43               | 0                |
| 通算             | ポーランド       | ポーランド       | Iリガ            |                  |                  |                  |                  |                  |                  |                  |                  |
| 総通算           | 総通算           | 総通算           | 総通算           | 122              | 3                | 9                | 1                | 6                | 0                | 137              | 4                |

| 国際大会個人成績 | 国際大会個人成績 | 国際大会個人成績 | 国際大会個人成績 | 国際大会個人成績 | 国際大会個人成績 | 国際大会個人成績 |
| 年度             | クラブ           | 背番号           | 出場             | 得点             | 出場             | 得点             |
| UEFA             | UEFA             | UEFA             | UEFA EL          | UEFA EL          | UEFA CL          | UEFA CL          |
| ---------------- | ---------------- | ---------------- | ---------------- | ---------------- | ---------------- | ---------------- |
| 2011-12          | ヴェンツピルス   | 18               | 4                | 0                | -                | -                |
| 通算             | UEFA             | UEFA             | 4                | 0                | -                | -                |

| 国際大会個人成績 | 国際大会個人成績 | 国際大会個人成績 | 国際大会個人成績 | 国際大会個人成績 |
| 年度             | クラブ           | 背番号           | 出場             | 得点             |
| AFC              | AFC              | AFC              | ACL              | ACL              |
| ---------------- | ---------------- | ---------------- | ---------------- | ---------------- |
| 2012             | パフタコール     | 33               | 1                | 0                |
| 通算             | AFC              | AFC              | 1                | 0                |

- Jリーグ初出場 - 2007年6月13日 J2 第21節 対ベガルタ仙台戦（ユアテックスタジアム仙台）
- 公式戦初得点 - 2009年3月29日 JFL 前期第3節 対三菱自動車水島FC戦（米子市営東山陸上競技場）

## タイトル
- ラトビアカップ 優勝: 2011
- バルティックリーグ 準優勝: 2011
- ラトビアヴィルスリーガ 優勝: 2011
- ウズベキスタンカップ 3位: 2012

## 関連情報
テレビ・ラジオ番組
- FM鳥取 GAINARE TOTTORI WEEKLY INFORMATION メインパーソナリティ（2009年3月〜2010年7月）